# Deutscher Ringer-Bund
Der Deutsche Ringer-Bund e. V. (DRB) ist die 1972 gegründete Dachorganisation der deutschen Ringervereine und von Vereinen mit Ringsportabteilungen. Er ist auch das Dach der Landesorganisationen. Sitz des Deutschen Ringer-Bundes ist seit dem Jahr 2000 Dortmund. Präsident ist seit November 2021 Jens-Peter Nettekoven, der auch dem Ringerverband Nordrhein-Westfalen vorsteht.
Nach der deutschen Wiedervereinigung schloss sich der Deutsche Ringer-Verband der DDR am 8. Dezember 1990 in Regensburg dem DRB an.
Seit der Gründung des DRB 1972 war (die Bundesrepublik) Deutschland Gastgeber der Ringer-Europameisterschaften 1975 (in Ludwigshafen am Rhein), 1991 (Aschaffenburg und Stuttgart) und 2011 (Dortmund). 2017 und 2021 wurden jeweils die Junioren-Europameisterschaften in Dortmund ausgetragen.  Der aktuelle Generalsekretär  ist der ehemaliger Deutscher Meister Jens Gündling.

## Landesorganisationen
Es bestehen folgende 19 Landesverbände:
- Bayerischer Ringer Verband e. V. (BRV)
- Berliner Ringer-Verband e. V. (BRVN)
- Ringerverband Brandenburg e. V. (RVB)
- Hamburger Ringer-Verband e. V.
- Hessischer Ringer-Verband e. V.
- Ringerverband Mecklenburg-Vorpommern e. V.
- Niedersächsischer Ringer-Verband e. V.
- Nordbadischer Ringerverband e. V.
- Ringerverband Nordrhein-Westfalen e. V.
- Ringer-Verband-Pfalz e. V.
- Schwerathletikverband Rheinhessen e. V.
- Schwerathletik-Verband Rheinland e. V.
- Saarländischer Ringerverband e. V. (SRV)
- Ringer-Verband Sachsen e. V.
- Landes-Ringerverband Sachsen-Anhalt e. V. (LRV SAH)
- Ringerverband Schleswig-Holstein e. V. (RV SH)
- Südbadischer Ringerverband e. V.
- Thüringer Ringerverband e. V.
- Württembergischer Ringer Verband e. V.

## Organe
Der DRB hat seinen Hauptsitz in Dortmund. Das Bundesleistungszentrum für Ringen befindet sich in Hennef.
Die Organe des Deutschen Ringer-Bundes sind die Delegiertenversammlung, das Präsidium und der Vorstand.
Die Delegiertenversammlung als oberstes Organ des Vereins besteht aus Delegierten der Landesorganisationen, dem Präsidium und außerordentlichen Mitgliedern. Sie tritt jährlich zusammen und hat die Befugnis Beschlüsse zu fassen.
Das Präsidium setzt sich aus dem Präsidenten, seit 2021 besetzt durch Jens-Peter Nettekoven, fünf Vizepräsidenten, acht Referenten, einem Generalsekretär und einem Sportdirektor zusammen. Seine Mitglieder werden alle vier Jahre von der Delegiertenversammlung gewählt. Es ist insbesondere für die sportliche und finanzielle Entwicklung des Vereins verantwortlich.
Den DRB-Vorstand bilden der Präsident, die Vizepräsidenten, der Generalsekretär und der Sportdirektor. Er hat die Aufgabe den DRB zu vertreten und die laufenden Geschäfte zu führen.
Als Veröffentlichungsorgan des DRB fungierte bis 1974 die Zeitschrift Athletik. Zwischen September 1975 und März 2016 wurde die Fachzeitschrift Der Ringer für Veröffentlichungen verwendet. Ringen – Das Magazin ersetzte Der Ringer, wurde Ende 2017 jedoch ebenfalls eingestellt. Seit November 2017 gibt es das Ringsport-Magazin, das jedoch nicht als Organ des DRB fungiert.

## Nationalkader
Der Nationalkader des DRB umfasst mit Erik Thiele (Freistil), Peter Öhler, Michael Widmayer (gr.-röm. Stil), Anastasia Blayvas, Elena Brugger und Luisa Niemesch (Freistil Frauen) derzeit sechs Ringer im Olympiakader sowie 49 im Perspektivkader (Stand: Januar 2024).
Die Bundestrainer im Erwachsenenbereich sind Jürgen Scheibe (Freistil), Michael Carl (gr.-röm. Stil) und Patrick Loës (Frauen).